# Championnat du monde de snooker 2021
Le championnat du monde 2021 est un tournoi de snooker professionnel qui prend place du 17 avril 2021 au 3 mai 2021 au Crucible Theatre de Sheffield.
Cet événement est le dernier tournoi classé de la saison 2020-2021.

## Déroulement

### Contexte avant le tournoi
L'Anglais Ronnie O'Sullivan est le tenant du titre.
Les spectateurs sont autorisés à assister aux rencontres au sein du Crucible Theatre, une première depuis la finale de l'an passé. Une jauge est mise en place pour un tiers de la capacité d'accueil au début du tournoi, puis elle sera élevée progressivement jusqu'à permettre à 980 spectateurs (capacité totale) d'assister à la finale. Ils doivent au préalable avoir été testés négatifs à la COVID-19.

### Faits marquants
Barry Hearn annonce sa démission en tant que dirigeant de World Snooker Tour après une dizaine d'années à ce poste. Il sera remplacé par Steve Dawson. Cette décision est concomitante à sa démission en tant que président du Matchroom Sport Group, poste qu'il a exercé pendant près de 40 ans, laissant la suite à son fils Eddie Hearn, en demeurant président consultatif. Hearn s'est fortement impliqué pour transformer des sports peu reconnus en attractions télévisuelles majeures. Il a attiré de nombreux sponsors afin d'injecter davantage d'argent, de multiplier le nombre d'événements et de les rendre plus attractifs.
Le tenant du titre Ronnie O'Sullivan est éliminé au 2e tour par l'Écossais Anthony McGill sur une manche décisive.
Mark Selby remporte un quatrième titre de champion du monde en battant Shaun Murphy en finale sur le score de 18 manches à 15, ayant notamment remporté la deuxième session 7-2. Il égale John Higgins avec quatre titres. Selby se rapproche ainsi de la place de numéro un mondial occupée par Judd Trump, avec 124 000 £ de retard. La finale a réalisé un pic d'audience à 4,1 millions de téléspectateurs, avec 27% de l'audimat en Grande-Bretagne le soir du deuxième jour.

## Dotation
La répartition des prix est la suivante :
- Vainqueur : 500 000 £[N 1]
- Finaliste : 200 000 £
- Demi-finalistes : 100 000 £
- Quart de finalistes : 50 000 £
- 8es de finalistes : 30 000 £
- 16es de finalistes : 20 000 £
- 4e tour de qualification : 15 000 £
- 3e tour de qualification : 10 000 £
- 2e tour de qualification : 5 000 £
- Meilleur break : 15 000 £

Dotation totale : 2 395 000 £

## Joueurs qualifiés
Les seize premiers au classement mondial sont qualifiés directement pour le tableau final. Quel que soit son classement, le tenant du titre est automatiquement tête de série numéro 1, alors que les autres joueurs sont positionnés en fonction de leur classement. Les seize places restantes sont attribuées après des phases de qualification disputées en quatre tours.

## Résumé

### Qualifications
Le joueur amateur belge Julien Leclercq réalise une performance notable : détenteur d'une invitation, il élimine Soheil Vahedi (no 89 du classement mondial). 
Lors du premier tour de qualification, les vétérans Stephen Hendry et Jimmy White s'affrontent, eux qui ont disputé ensemble 4 finales du Championnat du monde dans les années 1990. Le vainqueur en est Stephen Hendry qui gagne là son premier match officiel depuis 2012. 
La rencontre du premier tour entre Ken Doherty et Lee Walker s'achève au bout de 12 h 30 (avec une pause d'environ 7 h entre les sessions). Elle est remportée par Walker.
À la suite de sa défaite au 2e tour de qualification, Alan McManus annonce qu'il prend sa retraite et tire un trait sur une carrière professionnelle longue de 31 années. L'Écossais précise qu'il avait pris sa décision avant Noël et qu'il souhaite dorénavant se consacrer à son travail de commentateur.
Seuls deux débutants se qualifient pour le tableau final. Il s'agit de Mark Joyce et de Sam Craigie, Joyce réussissant à se qualifier pour Sheffield pour la première fois en 15 ans sur le circuit professionnel.

### 16esde finale
Seuls deux joueurs issus des qualifications progressent au tour suivant : il s'agit de Stuart Bingham qui a défait Ding Junhui en manche décisive et de Jamie Jones qui a battu Stephen Maguire. Ils s'affronteront en huitièmes de finale.
Jack Lisowski s'impose face à Ali Carter en manche décisive également, lui qui avait perdu 10-6 face au même adversaire en 2019.

### 8esde finale
Le champion du monde sortant Ronnie O'Sullivan est éliminé par Anthony McGill sur le score de 13 manches à 12. O'Sullivan était mené 10-5 et a ensuite remporté 6 manches consécutives, mais McGill a réalisé des breaks de 136 et 85 points dans les deux dernières manches pour s'imposer et aller en quarts de finale.

### Quarts de finale
Dans une rencontre opposant deux triple champions du monde, Mark Selby domine très largement Mark Williams sur le score de 13-3 en seulement deux sessions.
Les autres matchs sont plus disputés. Alors que Neil Robertson et Kyren Wilson s'étaient quittés dos à dos à l'issue de la deuxième session, l'Anglais remporte les cinq manches suivantes pour s'imposer 13-8 et atteindre les demi-finales pour la deuxième année consécutive. Judd Trump était quant à lui mené 10-6 par son compatriote Shaun Murphy, mais il a réussi à égaliser à 11 manches partout. Murphy l'emporte finalement 13-11, confirmant l'élimination des deux joueurs les mieux classés du bas de tableau.
Anthony McGill menait Stuart Bingham 9-7 après deux sessions, mais l'ancien champion du monde a renversé la situation pour virer en tête à 12-10. Comme au tour précédent face à O'Sullivan, McGill provoque une manche décisive mais cette fois-ci, il est battu par Bingham qui fait un break de 125.

### Demi-finales
Les demi-finalistes sont le triple champion du monde Mark Selby, Kyren Wilson qui a atteint ce stade 3 fois lors des 4 dernières années, ainsi que Stuart Bingham et Shaun Murphy qui n'avaient plus retrouvé la configuration à une table (one-table set-up) depuis qu'ils s'étaient affrontés en finale en 2015.
Lors de la 19e manche qui a duré plus d'une heure, Stuart Bingham fait honneur à son surnom « Ball run » puisqu'il empoche la bille bleue par un fluke, puis la bille rose par un second fluke en cinq bandes. Les deux joueurs se séparent sur le score de 16-15 en faveur de Selby à l'issue de la quatrième session, devant ainsi terminer leur match après la session du soir de l'autre demi-finales. Selby l'emporte 17-15 après une bataille tactique sur les couleurs.
Kyren Wilson domine la première moitié de sa demi-finales en menant 10-4 face à Shaun Murphy. Le champion du monde 2005 réalise une formidable remontée en remportant les huit dernières manches, nivelant le score à 12 manches partout à l'issue de la troisième session et s'imposant finalement 17-12.

### Finale
À 50 ans, Paul Collier arbitre sa troisième finale d'un championnat du monde.
La finale voit s'affronter d'une part Mark Selby, triple champion du monde (2014, 2016 et 2017), et Shaun Murphy d'autre part, champion du monde en 2005 et finaliste à deux autres reprises. Murphy remporte la première session 5-3 mais il est largement dominé par Selby 7-2 lors de la deuxième session, ce dernier menant ainsi 10-7 à l'issue du premier jour. Murphy ne parvient jamais à refaire son retard et est mené 17-13. Malgré deux centuries consécutifs, il manque la 15e bille rouge sur un coup le long de la bande avec la rallonge. Selby vide ensuite la table en dépit de la pression, jusqu'à la bille noire.

## Tableau
|  | 1er tour                   | 1er tour                   | 1er tour                   |                    |                | 2e tour                    | 2e tour                    | 2e tour                    |  |  | Quarts de finale           | Quarts de finale           | Quarts de finale           |  |  | Demi-finales               | Demi-finales               | Demi-finales               |
|  | au meilleur des 19 manches | au meilleur des 19 manches | au meilleur des 19 manches |                    |                | au meilleur des 25 manches | au meilleur des 25 manches | au meilleur des 25 manches |  |  | au meilleur des 25 manches | au meilleur des 25 manches | au meilleur des 25 manches |  |  | au meilleur des 33 manches | au meilleur des 33 manches | au meilleur des 33 manches |
|  |                            |                            |                            |                    |                |                            |                            |                            |  |  |                            |                            |                            |  |  |                            |                            |                            |
|  | 17 avril                   |                            |                            |                    |                |                            |                            |                            |  |  |                            |                            |                            |  |  |                            |                            |                            |
|  |                            |                            |                            |                    |                |                            |                            |                            |  |  |                            |                            |                            |  |  |                            |                            |                            |
|  | 1                          | Ronnie O'Sullivan          | 10                         |                    |                |                            |                            |                            |  |  |                            |                            |                            |  |  |                            |                            |                            |
|  | 1                          | Ronnie O'Sullivan          | 10                         | 22 et 23 avril     |                |                            |                            |                            |  |  |                            |                            |                            |  |  |                            |                            |                            |
|  |                            | Mark Joyce                 | 4                          |                    |                |                            |                            |                            |  |  |                            |                            |                            |  |  |                            |                            |                            |
|  | 1                          | Mark Joyce                 | 4                          | Ronnie O'Sullivan  | 12             |                            |                            |                            |  |  |                            |                            |                            |  |  |                            |                            |                            |
|  | 1                          | 18 et 19 avril             |                            | Ronnie O'Sullivan  | 12             |                            |                            |                            |  |  |                            |                            |                            |  |  |                            |                            |                            |
|  |                            | 16                         | Anthony McGill             | 13                 |                |                            |                            |                            |  |  |                            |                            |                            |  |  |                            |                            |                            |
|  | 16                         | 16                         | Anthony McGill             | 13                 | Anthony McGill | 10                         |                            |                            |  |  |                            |                            |                            |  |  |                            |                            |                            |
|  | 16                         |                            |                            |                    | Anthony McGill | 10                         | 27 et 28 avril             |                            |  |  |                            |                            |                            |  |  |                            |                            |                            |
|  |                            | Ricky Walden               | 5                          |                    |                |                            |                            |                            |  |  |                            |                            |                            |  |  |                            |                            |                            |
|  | 16                         | Ricky Walden               | 5                          | Anthony McGill     | 12             |                            |                            |                            |  |  |                            |                            |                            |  |  |                            |                            |                            |
|  | 16                         | 19 et 20 avril             |                            | Anthony McGill     | 12             |                            |                            |                            |  |  |                            |                            |                            |  |  |                            |                            |                            |
|  |                            |                            | Stuart Bingham             | 13                 |                |                            |                            |                            |  |  |                            |                            |                            |  |  |                            |                            |                            |
|  | 9                          | Ding Junhui                | Stuart Bingham             | 13                 | 9              |                            |                            |                            |  |  |                            |                            |                            |  |  |                            |                            |                            |
|  | 9                          | Ding Junhui                | 25 et 26 avril             |                    | 9              |                            |                            |                            |  |  |                            |                            |                            |  |  |                            |                            |                            |
|  |                            | Stuart Bingham             | 10                         |                    |                |                            |                            |                            |  |  |                            |                            |                            |  |  |                            |                            |                            |
|  |                            | Stuart Bingham             | 10                         | Stuart Bingham     | 13             |                            |                            |                            |  |  |                            |                            |                            |  |  |                            |                            |                            |
|  | 17 et 18 avril             |                            |                            | Stuart Bingham     | 13             |                            |                            |                            |  |  |                            |                            |                            |  |  |                            |                            |                            |
|  |                            |                            | Jamie Jones                | 6                  |                |                            |                            |                            |  |  |                            |                            |                            |  |  |                            |                            |                            |
|  | 8                          | Stephen Maguire            | Jamie Jones                | 6                  | 4              |                            |                            |                            |  |  |                            |                            |                            |  |  |                            |                            |                            |
|  | 8                          | Stephen Maguire            |                            |                    | 4              | 29, 30 avril et 1er mai    |                            |                            |  |  |                            |                            |                            |  |  |                            |                            |                            |
|  |                            | Jamie Jones                | 10                         |                    |                |                            |                            |                            |  |  |                            |                            |                            |  |  |                            |                            |                            |
|  |                            | Jamie Jones                | 10                         | Stuart Bingham     | 15             |                            |                            |                            |  |  |                            |                            |                            |  |  |                            |                            |                            |
|  | 18 et 19 avril             |                            |                            | Stuart Bingham     | 15             |                            |                            |                            |  |  |                            |                            |                            |  |  |                            |                            |                            |
|  |                            | 4                          | Mark Selby                 | 17                 |                |                            |                            |                            |  |  |                            |                            |                            |  |  |                            |                            |                            |
|  | 5                          | 4                          | Mark Selby                 | 17                 | John Higgins   | 10                         |                            |                            |  |  |                            |                            |                            |  |  |                            |                            |                            |
|  | 5                          | 23 et 24 avril             |                            |                    | John Higgins   | 10                         |                            |                            |  |  |                            |                            |                            |  |  |                            |                            |                            |
|  |                            | Tian Pengfei               | 7                          |                    |                |                            |                            |                            |  |  |                            |                            |                            |  |  |                            |                            |                            |
|  | 5                          | Tian Pengfei               | 7                          | John Higgins       | 7              |                            |                            |                            |  |  |                            |                            |                            |  |  |                            |                            |                            |
|  | 5                          | 21 avril                   |                            | John Higgins       | 7              |                            |                            |                            |  |  |                            |                            |                            |  |  |                            |                            |                            |
|  |                            | 12                         | Mark Williams              | 13                 |                |                            |                            |                            |  |  |                            |                            |                            |  |  |                            |                            |                            |
|  | 12                         | 12                         | Mark Williams              | 13                 | Mark Williams  | 10                         |                            |                            |  |  |                            |                            |                            |  |  |                            |                            |                            |
|  | 12                         |                            |                            |                    | Mark Williams  | 10                         | 27 et 28 avril             |                            |  |  |                            |                            |                            |  |  |                            |                            |                            |
|  |                            | Sam Craigie                | 4                          |                    |                |                            |                            |                            |  |  |                            |                            |                            |  |  |                            |                            |                            |
|  | 12                         | Sam Craigie                | 4                          | Mark Williams      | 3              |                            |                            |                            |  |  |                            |                            |                            |  |  |                            |                            |                            |
|  | 12                         | 20 avril                   |                            | Mark Williams      | 3              |                            |                            |                            |  |  |                            |                            |                            |  |  |                            |                            |                            |
|  |                            | 4                          | Mark Selby                 | 13                 |                |                            |                            |                            |  |  |                            |                            |                            |  |  |                            |                            |                            |
|  | 13                         | 4                          | Mark Selby                 | 13                 | Mark Allen     | 10                         |                            |                            |  |  |                            |                            |                            |  |  |                            |                            |                            |
|  | 13                         | 24, 25 et 26 avril         |                            |                    | Mark Allen     | 10                         |                            |                            |  |  |                            |                            |                            |  |  |                            |                            |                            |
|  |                            | Lü Haotian                 | 2                          |                    |                |                            |                            |                            |  |  |                            |                            |                            |  |  |                            |                            |                            |
|  | 13                         | Lü Haotian                 | 2                          | Mark Allen         | 7              |                            |                            |                            |  |  |                            |                            |                            |  |  |                            |                            |                            |
|  | 13                         | 21 et 22 avril             |                            | Mark Allen         | 7              |                            |                            |                            |  |  |                            |                            |                            |  |  |                            |                            |                            |
|  |                            | 4                          | Mark Selby                 | 13                 |                |                            |                            |                            |  |  |                            |                            |                            |  |  |                            |                            |                            |
|  | 4                          | 4                          | Mark Selby                 | 13                 | Mark Selby     | 10                         |                            |                            |  |  |                            |                            |                            |  |  |                            |                            |                            |
|  | 4                          |                            |                            |                    |                | 10                         |                            |                            |  |  |                            |                            |                            |  |  |                            |                            |                            |
|  |                            | Kurt Maflin                | 1                          |                    |                |                            |                            |                            |  |  |                            |                            |                            |  |  |                            |                            |                            |
|  |                            | Kurt Maflin                | 1                          |                    |                |                            |                            |                            |  |  |                            |                            |                            |  |  |                            |                            |                            |
|  | 17 et 18 avril             |                            |                            |                    |                |                            |                            |                            |  |  |                            |                            |                            |  |  |                            |                            |                            |
|  |                            |                            |                            |                    |                |                            |                            |                            |  |  |                            |                            |                            |  |  |                            |                            |                            |
|  | 3                          | Neil Robertson             | 10                         |                    |                |                            |                            |                            |  |  |                            |                            |                            |  |  |                            |                            |                            |
|  | 3                          | Neil Robertson             | 10                         | 22, 23 et 24 avril |                |                            |                            |                            |  |  |                            |                            |                            |  |  |                            |                            |                            |
|  |                            | Liang Wenbo                | 3                          |                    |                |                            |                            |                            |  |  |                            |                            |                            |  |  |                            |                            |                            |
|  | 3                          | Liang Wenbo                | 3                          | Neil Robertson     | 13             |                            |                            |                            |  |  |                            |                            |                            |  |  |                            |                            |                            |
|  | 3                          | 19 et 20 avril             |                            | Neil Robertson     | 13             |                            |                            |                            |  |  |                            |                            |                            |  |  |                            |                            |                            |
|  |                            | 14                         | Jack Lisowski              | 9                  |                |                            |                            |                            |  |  |                            |                            |                            |  |  |                            |                            |                            |
|  | 14                         | 14                         | Jack Lisowski              | 9                  | Jack Lisowski  | 10                         |                            |                            |  |  |                            |                            |                            |  |  |                            |                            |                            |
|  | 14                         |                            |                            |                    | Jack Lisowski  | 10                         | 27 et 28 avril             |                            |  |  |                            |                            |                            |  |  |                            |                            |                            |
|  |                            | Ali Carter                 | 9                          |                    |                |                            |                            |                            |  |  |                            |                            |                            |  |  |                            |                            |                            |
|  | 3                          | Ali Carter                 | 9                          | Neil Robertson     | 8              |                            |                            |                            |  |  |                            |                            |                            |  |  |                            |                            |                            |
|  | 3                          | 20 et 21 avril             |                            | Neil Robertson     | 8              |                            |                            |                            |  |  |                            |                            |                            |  |  |                            |                            |                            |
|  |                            | 6                          | Kyren Wilson               | 13                 |                |                            |                            |                            |  |  |                            |                            |                            |  |  |                            |                            |                            |
|  | 11                         | 6                          | Kyren Wilson               | 13                 | Barry Hawkins  | 10                         |                            |                            |  |  |                            |                            |                            |  |  |                            |                            |                            |
|  | 11                         | 23 et 24 avril             |                            |                    | Barry Hawkins  | 10                         |                            |                            |  |  |                            |                            |                            |  |  |                            |                            |                            |
|  |                            | Matthew Selt               | 3                          |                    |                |                            |                            |                            |  |  |                            |                            |                            |  |  |                            |                            |                            |
|  | 11                         | Matthew Selt               | 3                          | Barry Hawkins      | 10             |                            |                            |                            |  |  |                            |                            |                            |  |  |                            |                            |                            |
|  | 11                         | 19 avril                   |                            | Barry Hawkins      | 10             |                            |                            |                            |  |  |                            |                            |                            |  |  |                            |                            |                            |
|  |                            | 6                          | Kyren Wilson               | 13                 |                |                            |                            |                            |  |  |                            |                            |                            |  |  |                            |                            |                            |
|  | 6                          | 6                          | Kyren Wilson               | 13                 | Kyren Wilson   | 10                         |                            |                            |  |  |                            |                            |                            |  |  |                            |                            |                            |
|  | 6                          |                            |                            |                    | Kyren Wilson   | 10                         | 29, 30 avril et 1er mai    |                            |  |  |                            |                            |                            |  |  |                            |                            |                            |
|  |                            | Gary Wilson                | 8                          |                    |                |                            |                            |                            |  |  |                            |                            |                            |  |  |                            |                            |                            |
|  | 6                          | Gary Wilson                | 8                          | Kyren Wilson       | 12             |                            |                            |                            |  |  |                            |                            |                            |  |  |                            |                            |                            |
|  | 6                          | 21 et 22 avril             |                            | Kyren Wilson       | 12             |                            |                            |                            |  |  |                            |                            |                            |  |  |                            |                            |                            |
|  |                            | 7                          | Shaun Murphy               | 17                 |                |                            |                            |                            |  |  |                            |                            |                            |  |  |                            |                            |                            |
|  | 7                          | 7                          | Shaun Murphy               | 17                 | Shaun Murphy   | 10                         |                            |                            |  |  |                            |                            |                            |  |  |                            |                            |                            |
|  | 7                          | 24, 25 et 26 avril         |                            |                    | Shaun Murphy   | 10                         |                            |                            |  |  |                            |                            |                            |  |  |                            |                            |                            |
|  |                            | Mark Davis                 | 7                          |                    |                |                            |                            |                            |  |  |                            |                            |                            |  |  |                            |                            |                            |
|  | 7                          | Mark Davis                 | 7                          | Shaun Murphy       | 13             |                            |                            |                            |  |  |                            |                            |                            |  |  |                            |                            |                            |
|  | 7                          | 17 et 18 avril             |                            | Shaun Murphy       | 13             |                            |                            |                            |  |  |                            |                            |                            |  |  |                            |                            |                            |
|  |                            | 10                         | Yan Bingtao                | 7                  |                |                            |                            |                            |  |  |                            |                            |                            |  |  |                            |                            |                            |
|  | 10                         | 10                         | Yan Bingtao                | 7                  | Yan Bingtao    | 10                         |                            |                            |  |  |                            |                            |                            |  |  |                            |                            |                            |
|  | 10                         |                            |                            |                    | Yan Bingtao    | 10                         | 27 et 28 avril             |                            |  |  |                            |                            |                            |  |  |                            |                            |                            |
|  |                            | Martin Gould               | 6                          |                    |                |                            |                            |                            |  |  |                            |                            |                            |  |  |                            |                            |                            |
|  | 7                          | Martin Gould               | 6                          | Shaun Murphy       | 13             |                            |                            |                            |  |  |                            |                            |                            |  |  |                            |                            |                            |
|  | 7                          | 17 et 18 avril             |                            | Shaun Murphy       | 13             |                            |                            |                            |  |  |                            |                            |                            |  |  |                            |                            |                            |
|  |                            | 2                          | Judd Trump                 | 11                 |                |                            |                            |                            |  |  |                            |                            |                            |  |  |                            |                            |                            |
|  | 15                         | 2                          | Judd Trump                 | 11                 | David Gilbert  | 10                         |                            |                            |  |  |                            |                            |                            |  |  |                            |                            |                            |
|  | 15                         | 25 et 26 avril             |                            |                    | David Gilbert  | 10                         |                            |                            |  |  |                            |                            |                            |  |  |                            |                            |                            |
|  |                            | Chris Wakelin              | 4                          |                    |                |                            |                            |                            |  |  |                            |                            |                            |  |  |                            |                            |                            |
|  | 15                         | Chris Wakelin              | 4                          | David Gilbert      | 8              |                            |                            |                            |  |  |                            |                            |                            |  |  |                            |                            |                            |
|  | 15                         | 20 et 21 avril             |                            | David Gilbert      | 8              |                            |                            |                            |  |  |                            |                            |                            |  |  |                            |                            |                            |
|  |                            | 2                          | Judd Trump                 | 13                 |                |                            |                            |                            |  |  |                            |                            |                            |  |  |                            |                            |                            |
|  | 2                          | 2                          | Judd Trump                 | 13                 | Judd Trump     | 10                         |                            |                            |  |  |                            |                            |                            |  |  |                            |                            |                            |
|  | 2                          |                            |                            |                    |                | 10                         |                            |                            |  |  |                            |                            |                            |  |  |                            |                            |                            |
|  |                            | Liam Highfield             | 4                          |                    |                |                            |                            |                            |  |  |                            |                            |                            |  |  |                            |                            |                            |
|  |                            | Liam Highfield             | 4                          |                    |                |                            |                            |                            |  |  |                            |                            |                            |  |  |                            |                            |                            |

| Finale (au meilleur des 35 manches) Crucible Theatre, Sheffield, 2 et 3 mai Arbitre : Paul Collier |                                         |              |
| Mark Selby                                                                                         | 18 - 15                                 | Shaun Murphy |
| 14 2 120                                                                                           | Demi-centuries Centuries Meilleur break | 9 3 103      |
| Mark Selby remporte le Championnat du monde 2021                                                   |                                         |              |

## Finale
La finale se joue au meilleur des 35 manches. Les sessions se déroulent selon le format suivant : 8 manches pour la 1re session, 9 pour la 2e session, au maximum 8 pour la 3e session (si le finaliste remporte au moins 7 manches) et au maximum 10 pour la 4e session (en cas de manche décisive). 
| Joueur       | Manche 1 | Manche 2 | Manche 3 | Manche 4  | Manche 5    | Manche 6  | Manche 7  | Manche 8    | Manche 9 | Manche 10 | Session | Cumul |
| ------------ | -------- | -------- | -------- | --------- | ----------- | --------- | --------- | ----------- | -------- | --------- | ------- | ----- |
| Session 1    |          |          |          |           |             |           |           |             |          |           |         |       |
| Mark Selby   | 49       | 46       | 68       | 89 (89)   | 0           | 66        | 8         | 54          | -        | -         | 3       | 3     |
| Shaun Murphy | 57       | 67       | 65 (65)  | 7         | 75 (75)     | 1         | 71 (64)   | 80 (52)     | -        | -         | 5       | 5     |
| Session 2    |          |          |          |           |             |           |           |             |          |           |         |       |
| Mark Selby   | 85 (85)  | 0        | 72 (67)  | 107 (86)  | 34          | 109 (57)  | 90 (90)   | 88          | 69       | -         | 7       | 10    |
| Shaun Murphy | 49       | 98 (98)  | 34       | 0         | 97 (67)     | 0         | 34        | 4           | 26       | -         | 2       | 7     |
| Session 3    |          |          |          |           |             |           |           |             |          |           |         |       |
| Mark Selby   | 4        | 69 (62)  | 41       | 134 (107) | 104 (54,50) | 1         | 0         | 131 (62,69) | -        | -         | 4       | 14    |
| Shaun Murphy | 87 (77)  | 58       | 69       | 0         | 14          | 100 (100) | 108 (56)  | 0           | -        | -         | 4       | 11    |
| Session 4    |          |          |          |           |             |           |           |             |          |           |         |       |
| Mark Selby   | 70 (66)  | 48       | 108 (68) | 11        | 120 (120)   | 7         | 8         | 71          | -        | -         | 4       | 18    |
| Shaun Murphy | 28       | 73       | 0        | 79 (58)   | 0           | 100 (100) | 126 (103) | 57          | -        | -         | 4       | 15    |

Entre parenthèses les centuries et demi-centuries.

## Qualifications
128 joueurs participent aux quatre tours de qualifications à l'issue desquels il n'en restera que 16 qui disputeront le tournoi principal au Crucible Theatre de Sheffield. Les qualifications se déroulent du 5 au 14 avril 2021 à l'English Institute of Sport à Sheffield. 
Le tournoi de qualification est tenu selon le même format que la saison précédente. Les joueurs entrent dans la compétition de façon échelonnée :
- 1er tour : 32 têtes de séries (65 à 96) dont les classements mondiaux vont de la 81e à 112e place sont opposées à 32 autres joueurs invités, amateurs et professionnels moins bien classés ;
- 2e tour : les 32 joueurs qualifiés du tour précédent affrontent 32 joueurs classés entre les 49e et 80e places (têtes de séries 33 à 64) ;
- 3e tour : les 32 joueurs qualifiés du tour précédent affrontent 32 joueurs classés entre les 17e et 48e places (têtes de séries 1 à 32) ;
- 4e tour : il oppose les 32 rescapés du 3e tour. Les 16 vainqueurs sont qualifiés pour le tournoi principal.

Les rencontres des 3 premiers tours se jouent au meilleur des 11 manches et celles du 4e et dernier tour au meilleur des 19 manches.
Un perdant au 1er tour ne remporte pas d'argent, il empoche 5 000 livres sterling au 2e tour, 10 000 livres sterling au 3e tour et 15 000 livres sterling au 4e tour. Les 16 qualifiés à l'issue du 4e tour remportent quant à eux chacun 20 000 livres sterling.
|  | 1er tour au meilleur des 11 manches | 1er tour au meilleur des 11 manches | 1er tour au meilleur des 11 manches |  |  | 2e tour au meilleur des 11 manches | 2e tour au meilleur des 11 manches | 2e tour au meilleur des 11 manches |  |  | 3e tour au meilleur des 11 manches | 3e tour au meilleur des 11 manches | 3e tour au meilleur des 11 manches |  |    | 4e tour au meilleur des 19 manches | 4e tour au meilleur des 19 manches | 4e tour au meilleur des 19 manches |
|  |                                     |                                     |                                     |  |  |                                    |                                    |                                    |  |  |                                    |                                    |                                    |  |    |                                    |                                    |                                    |
|  | 65                                  | Jimmy White                         | 3                                   |  |  | 64                                 | Xu Si                              | 6                                  |  |  | 1                                  | Zhou Yuelong                       | 6                                  |  |    |                                    |                                    |                                    |
|  |                                     | Stephen Hendry                      | 6                                   |  |  |                                    | Stephen Hendry                     | 1                                  |  |  | 64                                 | Xu Si                              | 5                                  |  |    | 1                                  | Zhou Yuelong                       | 7                                  |
|  | 96                                  | Zak Surety                          | 4                                   |  |  | 33                                 | Liam Highfield                     | 6                                  |  |  | 32                                 | Elliot Slessor                     | 5                                  |  | 33 | Liam Highfield                     | 10                                 |                                    |
|  |                                     | Fan Zhengyi                         | 6                                   |  |  |                                    | Fan Zhengyi                        | 5                                  |  |  | 33                                 | Liam Highfield                     | 6                                  |  |    |                                    |                                    |                                    |
|  |                                     |                                     |                                     |  |  |                                    |                                    |                                    |  |  |                                    |                                    |                                    |  |    |                                    |                                    |                                    |
|  | 80                                  | Ken Doherty                         | 4                                   |  |  | 49                                 | Nigel Bond                         | 6                                  |  |  | 16                                 | Matthew Selt                       | 6                                  |  |    |                                    |                                    |                                    |
|  |                                     | Lee Walker                          | 6                                   |  |  |                                    | Lee Walker                         | 4                                  |  |  | 49                                 | Nigel Bond                         | 5                                  |  |    | 16                                 | Matthew Selt                       | 10                                 |
|  | 81                                  | Oliver Lines                        | 6                                   |  |  | 48                                 | Dominic Dale                       | 6                                  |  |  | 17                                 | Scott Donaldson                    | 6                                  |  | 17 | Scott Donaldson                    | 3                                  |                                    |
|  |                                     | Dylan Emery                         | 1                                   |  |  | 81                                 | Oliver Lines                       | 4                                  |  |  | 48                                 | Dominic Dale                       | 5                                  |  |    |                                    |                                    |                                    |
|  |                                     |                                     |                                     |  |  |                                    |                                    |                                    |  |  |                                    |                                    |                                    |  |    |                                    |                                    |                                    |
|  | 88                                  | Fraser Patrick                      | 6                                   |  |  | 41                                 | Joe O'Connor                       | 6                                  |  |  | 24                                 | Robert Milkins                     | 6                                  |  |    |                                    |                                    |                                    |
|  |                                     | Leo Fernandez                       | 4                                   |  |  | 88                                 | Fraser Patrick                     | 2                                  |  |  | 41                                 | Joe O'Connor                       | 5                                  |  |    | 24                                 | Robert Milkins                     | 4                                  |
|  | 73                                  | Barry Pinches                       | 0                                   |  |  | 56                                 | Jak Jones                          | 6                                  |  |  | 9                                  | Kurt Maflin                        | 6                                  |  | 9  | Kurt Maflin                        | 10                                 |                                    |
|  |                                     | Jamie Wilson                        | 6                                   |  |  |                                    | Jamie Wilson                       | 4                                  |  |  | 56                                 | Jak Jones                          | 4                                  |  |    |                                    |                                    |                                    |
|  |                                     |                                     |                                     |  |  |                                    |                                    |                                    |  |  |                                    |                                    |                                    |  |    |                                    |                                    |                                    |
|  | 89                                  | Gao Yang                            | 6                                   |  |  | 40                                 | Lü Haotian                         | 6                                  |  |  | 25                                 | Noppon Saengkham                   | w/d                                |  |    |                                    |                                    |                                    |
|  |                                     | Paul Davison                        | 3                                   |  |  | 89                                 | Gao Yang                           | 5                                  |  |  | 40                                 | Lü Haotian                         | w/o                                |  |    | 40                                 | Lü Haotian                         | 10                                 |
|  | 72                                  | Soheil Vahedi                       | 5                                   |  |  | 57                                 | Chang Bingyu                       | 6                                  |  |  | 8                                  | Tom Ford                           | 4                                  |  | 57 | Chang Bingyu                       | 6                                  |                                    |
|  |                                     | Julien Leclercq                     | 6                                   |  |  |                                    | Julien Leclercq                    | 2                                  |  |  | 57                                 | Chang Bingyu                       | 6                                  |  |    |                                    |                                    |                                    |
|  |                                     |                                     |                                     |  |  |                                    |                                    |                                    |  |  |                                    |                                    |                                    |  |    |                                    |                                    |                                    |
|  | 69                                  | Andy Hicks                          | 6                                   |  |  | 60                                 | Eden Sharav                        | 6                                  |  |  | 5                                  | Graeme Dott                        | 6                                  |  |    |                                    |                                    |                                    |
|  |                                     | Reanne Evans                        | 2                                   |  |  | 99                                 | Andy Hicks                         | 1                                  |  |  | 60                                 | Eden Sharav                        | 3                                  |  |    | 5                                  | Graeme Dott                        | 7                                  |
|  | 92                                  | Billy Joe Castle                    | 6                                   |  |  | 37                                 | Tian Pengfei                       | 6                                  |  |  | 28                                 | Sunny Akani                        | 4                                  |  | 37 | Tian Pengfei                       | 10                                 |                                    |
|  |                                     | Connor Benzey                       | 3                                   |  |  | 92                                 | Billy Joe Castle                   | 3                                  |  |  | 37                                 | Tian Pengfei                       | 6                                  |  |    |                                    |                                    |                                    |
|  |                                     |                                     |                                     |  |  |                                    |                                    |                                    |  |  |                                    |                                    |                                    |  |    |                                    |                                    |                                    |
|  | 76                                  | David Lilley                        | w/o                                 |  |  | 53                                 | Jamie Jones                        | 6                                  |  |  | 12                                 | Michael Holt                       | 3                                  |  |    |                                    |                                    |                                    |
|  |                                     | Amine Amiri                         | w/d                                 |  |  | 76                                 | David Lilley                       | 4                                  |  |  | 53                                 | Jamie Jones                        | 6                                  |  |    | 53                                 | Jamie Jones                        | 10                                 |
|  | 85                                  | Brandon Sargeant                    | 6                                   |  |  | 44                                 | Andrew Higginson                   | 6                                  |  |  | 21                                 | Li Hang                            | 6                                  |  | 21 | Li Hang                            | 5                                  |                                    |
|  |                                     | Rebecca Kenna                       | 4                                   |  |  | 85                                 | Brandon Sargeant                   | 3                                  |  |  | 44                                 | Andrew Higginson                   | 2                                  |  |    |                                    |                                    |                                    |
|  |                                     |                                     |                                     |  |  |                                    |                                    |                                    |  |  |                                    |                                    |                                    |  |    |                                    |                                    |                                    |
|  | 84                                  | Zhao Jianbo                         | 6                                   |  |  | 45                                 | Jimmy Robertson                    | 6                                  |  |  | 20                                 | Lu Ning                            | 6                                  |  |    |                                    |                                    |                                    |
|  |                                     | Ross Muir                           | 3                                   |  |  | 84                                 | Zhao Jianbo                        | 5                                  |  |  | 45                                 | Jimmy Robertson                    | 5                                  |  |    | 20                                 | Lu Ning                            | 7                                  |
|  | 77                                  | Rod Lawler                          | 6                                   |  |  | 52                                 | Yuan Sijun                         | 5                                  |  |  | 13                                 | Liang Wenbo                        | 6                                  |  | 13 | Liang Wenbo                        | 10                                 |                                    |
|  |                                     | Alex Borg                           | 1                                   |  |  | 77                                 | Rod Lawler                         | 6                                  |  |  | 77                                 | Rod Lawler                         | 3                                  |  |    |                                    |                                    |                                    |
|  |                                     |                                     |                                     |  |  |                                    |                                    |                                    |  |  |                                    |                                    |                                    |  |    |                                    |                                    |                                    |
|  | 93                                  | Fergal O'Brien                      | 6                                   |  |  | 36                                 | Stuart Carrington                  | 6                                  |  |  | 29                                 | Mark Davis                         | 6                                  |  |    |                                    |                                    |                                    |
|  |                                     | Fergal Quinn                        | 3                                   |  |  | 93                                 | Fergal O'Brien                     | 2                                  |  |  | 36                                 | Stuart Carrington                  | 4                                  |  |    | 29                                 | Mark Davis                         | 10                                 |
|  | 68                                  | Jamie Clarke                        | 6                                   |  |  | 61                                 | Jamie O'Neill                      | 5                                  |  |  | 4                                  | Joe Perry                          | 2                                  |  | 68 | Jamie Clarke                       | 8                                  |                                    |
|  |                                     | Iulian Boiko                        | 4                                   |  |  | 68                                 | Jamie Clarke                       | 6                                  |  |  | 68                                 | Jamie Clarke                       | 6                                  |  |    |                                    |                                    |                                    |
|  |                                     |                                     |                                     |  |  |                                    |                                    |                                    |  |  |                                    |                                    |                                    |  |    |                                    |                                    |                                    |
|  | 67                                  | Igor Figueiredo                     | 6                                   |  |  | 62                                 | Robbie Williams                    | 5                                  |  |  | 3                                  | Thepchaiya Un-Nooh                 | 5                                  |  |    |                                    |                                    |                                    |
|  |                                     | Farakh Ajaib                        | 0                                   |  |  | 67                                 | Igor Figueiredo                    | 6                                  |  |  | 67                                 | Igor Figueiredo                    | 6                                  |  |    | 67                                 | Igor Figueiredo                    | 7                                  |
|  | 94                                  | Rory McLeod                         | 6                                   |  |  | 35                                 | Anthony Hamilton                   | 6                                  |  |  | 30                                 | Mark Joyce                         | 6                                  |  | 30 | Mark Joyce                         | 10                                 |                                    |
|  |                                     | Brian Ochoiski                      | 5                                   |  |  | 94                                 | Rory McLeod                        | 1                                  |  |  | 35                                 | Anthony Hamilton                   | 3                                  |  |    |                                    |                                    |                                    |
|  |                                     |                                     |                                     |  |  |                                    |                                    |                                    |  |  |                                    |                                    |                                    |  |    |                                    |                                    |                                    |
|  | 78                                  | Ashley Carty                        | 6                                   |  |  | 51                                 | Louis Heathcote                    | 6                                  |  |  | 14                                 | Ryan Day                           | 6                                  |  |    |                                    |                                    |                                    |
|  |                                     | Michael White                       | 4                                   |  |  | 78                                 | Ashley Carty                       | 2                                  |  |  | 51                                 | Louis Heathcote                    | 5                                  |  |    | 14                                 | Ryan Day                           | 5                                  |
|  | 83                                  | Peter Lines                         | 6                                   |  |  | 46                                 | Luo Honghao                        | 3                                  |  |  | 19                                 | Ricky Walden                       | 6                                  |  | 19 | Ricky Walden                       | 10                                 |                                    |
|  |                                     | Mark Lloyd                          | 5                                   |  |  | 83                                 | Peter Lines                        | 6                                  |  |  | 83                                 | Peter Lines                        | 1                                  |  |    |                                    |                                    |                                    |
|  |                                     |                                     |                                     |  |  |                                    |                                    |                                    |  |  |                                    |                                    |                                    |  |    |                                    |                                    |                                    |
|  | 86                                  | Allan Taylor                        | 4                                   |  |  | 43                                 | Alan McManus                       | 3                                  |  |  | 22                                 | Ben Woollaston                     | 5                                  |  |    |                                    |                                    |                                    |
|  |                                     | Bai Langning                        | 6                                   |  |  |                                    | Bai Langning                       | 6                                  |  |  |                                    | Bai Langning                       | 6                                  |  |    |                                    | Bai Langning                       | 5                                  |
|  | 75                                  | Duane Jones                         | 6                                   |  |  | 54                                 | Daniel Wells                       | 4                                  |  |  | 11                                 | Martin Gould                       | 6                                  |  | 11 | Martin Gould                       | 10                                 |                                    |
|  |                                     | Hayden Staniland                    | 4                                   |  |  | 75                                 | Duane Jones                        | 6                                  |  |  | 75                                 | Duane Jones                        | 4                                  |  |    |                                    |                                    |                                    |
|  |                                     |                                     |                                     |  |  |                                    |                                    |                                    |  |  |                                    |                                    |                                    |  |    |                                    |                                    |                                    |
|  | 91                                  | Steven Hallworth                    | 6                                   |  |  | 38                                 | David Grace                        | 3                                  |  |  | 27                                 | Jordan Brown                       | 5                                  |  |    |                                    |                                    |                                    |
|  |                                     | Dean Young                          | 2                                   |  |  | 91                                 | Steven Hallworth                   | 6                                  |  |  | 91                                 | Steven Hallworth                   | 6                                  |  |    | 91                                 | Steven Hallworth                   | 3                                  |
|  | 70                                  | James Cahill                        | 6                                   |  |  | 59                                 | Gerard Greene                      | 6                                  |  |  | 6                                  | Gary Wilson                        | 6                                  |  | 6  | Gary Wilson                        | 10                                 |                                    |
|  |                                     | Sean Maddocks                       | 1                                   |  |  | 70                                 | James Cahill                       | 5                                  |  |  | 59                                 | Gerard Greene                      | 4                                  |  |    |                                    |                                    |                                    |
|  |                                     |                                     |                                     |  |  |                                    |                                    |                                    |  |  |                                    |                                    |                                    |  |    |                                    |                                    |                                    |
|  | 71                                  | Si Jiahui                           | 6                                   |  |  | 58                                 | Pang Junxu                         | 6                                  |  |  | 7                                  | Ali Carter                         | 6                                  |  |    |                                    |                                    |                                    |
|  |                                     | Hamim Hussain                       | 1                                   |  |  | 71                                 | Si Jiahui                          | 4                                  |  |  | 58                                 | Pang Junxu                         | 4                                  |  |    | 7                                  | Ali Carter                         | 10                                 |
|  | 90                                  | Peter Devlin                        | 1                                   |  |  | 39                                 | Alexander Ursenbacher              | 6                                  |  |  | 26                                 | Martin O'Donnell                   | 5                                  |  | 39 | Alexander Ursenbacher              | 4                                  |                                    |
|  |                                     | Lukas Kleckers                      | 6                                   |  |  |                                    | Lukas Kleckers                     | 2                                  |  |  | 39                                 | Alexander Ursenbacher              | 6                                  |  |    |                                    |                                    |                                    |
|  |                                     |                                     |                                     |  |  |                                    |                                    |                                    |  |  |                                    |                                    |                                    |  |    |                                    |                                    |                                    |
|  | 74                                  | Kacper Filipiak                     | 6                                   |  |  | 55                                 | Jackson Page                       | 5                                  |  |  | 10                                 | Zhao Xintong                       | 6                                  |  |    |                                    |                                    |                                    |
|  |                                     | Riley Parsons                       | 4                                   |  |  | 74                                 | Kacper Filipiak                    | 6                                  |  |  | 74                                 | Kacper Filipiak                    | 3                                  |  |    | 10                                 | Zhao Xintong                       | 9                                  |
|  | 87                                  | Aaron Hill                          | 4                                   |  |  | 42                                 | Sam Craigie                        | 6                                  |  |  | 23                                 | Hossein Vafaei                     | 0                                  |  | 42 | Sam Craigie                        | 10                                 |                                    |
|  |                                     | Ashley Hugill                       | 6                                   |  |  |                                    | Ashley Hugill                      | 3                                  |  |  | 42                                 | Sam Craigie                        | 6                                  |  |    |                                    |                                    |                                    |
|  |                                     |                                     |                                     |  |  |                                    |                                    |                                    |  |  |                                    |                                    |                                    |  |    |                                    |                                    |                                    |
|  | 82                                  | Lei Peifan                          | 6                                   |  |  | 47                                 | Chris Wakelin                      | 6                                  |  |  | 18                                 | Matthew Stevens                    | 3                                  |  |    |                                    |                                    |                                    |
|  |                                     | Ben Mertens                         | 5                                   |  |  | 82                                 | Lei Peifan                         | 5                                  |  |  | 47                                 | Chris Wakelin                      | 6                                  |  |    | 47                                 | Chris Wakelin                      | 10                                 |
|  | 79                                  | Simon Lichtenberg                   | 6                                   |  |  | 50                                 | Ian Burns                          | 6                                  |  |  | 15                                 | Xiao Guodong                       | 6                                  |  | 15 | Xiao Guodong                       | 7                                  |                                    |
|  |                                     | Ivan Kakovskii                      | 3                                   |  |  | 79                                 | Simon Lichtenberg                  | 4                                  |  |  | 50                                 | Ian Burns                          | 1                                  |  |    |                                    |                                    |                                    |
|  |                                     |                                     |                                     |  |  |                                    |                                    |                                    |  |  |                                    |                                    |                                    |  |    |                                    |                                    |                                    |
|  | 95                                  | Ben Hancorn                         | 2                                   |  |  | 34                                 | Mark King                          | 6                                  |  |  | 31                                 | Luca Brecel                        | 6                                  |  |    |                                    |                                    |                                    |
|  |                                     | Florian Nüßle                       | 6                                   |  |  |                                    | Florian Nüßle                      | 3                                  |  |  | 34                                 | Mark King                          | 3                                  |  |    | 31                                 | Luca Brecel                        | 5                                  |
|  | 66                                  | Mitchell Mann                       | 6                                   |  |  | 63                                 | Chen Zifan                         | 6                                  |  |  | 2                                  | Stuart Bingham                     | 6                                  |  | 2  | Stuart Bingham                     | 10                                 |                                    |
|  |                                     | Robbie McGuigan                     | 5                                   |  |  | 66                                 | Mitchell Mann                      | 5                                  |  |  | 63                                 | Chen Zifan                         | 1                                  |  |    |                                    |                                    |                                    |

## Centuries

### Tournoi principal
- 144, 131, 124, 120, 117, 113, 109, 104, 103, 100, 100  Shaun Murphy
- 142, 135, 134, 134, 134, 132, 132, 125, 121, 120, 107, 101  Mark Selby
- 139, 133, 131, 127, 121, 119, 115, 110, 107, 102  Kyren Wilson
- 139, 116, 102  Mark Allen
- 138, 137, 124, 112, 105  Ronnie O'Sullivan
- 138  Liam Highfield
- 137, 135, 126, 126, 113, 110, 108, 105, 100, 100  Neil Robertson
- 137, 126, 123, 107  Barry Hawkins
- 136, 130, 130, 126, 126, 119, 106, 105  Anthony McGill
- 135, 127, 113, 107  John Higgins
- 132, 111, 100  David Gilbert
- 131, 131, 129, 127, 125, 122, 120, 119, 117, 108, 104, 102, 100  Stuart Bingham
- 130, 116, 101, 100  Yan Bingtao
- 126  Liang Wenbo
- 121, 116  Jack Lisowski
- 121  Jamie Jones
- 116, 114, 111, 111, 107, 105, 105  Judd Trump
- 112, 105  Ricky Walden
- 111, 108, 102, 101  Mark Williams
- 111  Tian Pengfei
- 109  Martin Gould
- 105  Ding Junhui

### Qualifications
- 143  Mark Davis
- 142, 137, 135, 110, 110, 106  Matthew Selt
- 140, 140, 120, 108  Stuart Bingham
- 140  Fergal O'Brien
- 139  Alexander Ursenbacher
- 139  Ali Carter
- 138, 131  Li Hang
- 138  Lei Peifan
- 137, 134, 125, 122  Oliver Lines
- 137, 114, 114, 104  Joe O'Connor
- 137, 112, 103  Duane Jones
- 136, 113, 102  Bai Langning
- 136  Gerard Greene
- 135, 125, 111, 110, 100  Chang Bingyu
- 135  Mark Joyce
- 134, 134  Lukas Kleckers
- 133, 120  Xiao Guodong
- 133, 105, 104  Igor Figueiredo
- 132  Liam Highfield
- 132  Michael Holt
- 131, 114, 100  Lyu Haotian
- 131, 108  Gary Wilson
- 130, 123  Jak Jones
- 130, 106  Liang Wenbo
- 130  Lu Ning
- 126, 120, 107, 100  Chris Wakelin
- 126, 117, 106  Sam Craigie
- 125  Robbie Williams
- 124, 116, 100  Stuart Carrington
- 124, 104  Dominic Dale
- 123, 113, 104  Zhao Jianbo
- 122  Nigel Bond
- 122  Si Jiahui
- 121, 114, 110, 108  Tian Pengfei
- 120, 111  Mark King
- 119, 106, 104  Kurt Maflin
- 117, 103, 101, 100, 100  Jamie Jones
- 114  Julien Leclercq
- 114  Michael White
- 110  Chen Zifan
- 109  Ricky Walden
- 108, 103  Fraser Patrick
- 108  Dylan Emery
- 106  Pang Junxu
- 105  Ashley Hugill
- 105  Yuan Sijun
- 104, 100  Louis Heathcote
- 103, 102  Steven Hallworth
- 103, 100  Martin Gould
- 103  Elliot Slessor

## Participants par pays
| Finale          | 2  | – | – | – | –  | – | – | Aucun représentant dans le tournoi principal | Aucun représentant dans le tournoi principal | Aucun représentant dans le tournoi principal | Aucun représentant dans le tournoi principal | Aucun représentant dans le tournoi principal | Aucun représentant dans le tournoi principal | Aucun représentant dans le tournoi principal | Aucun représentant dans le tournoi principal | Aucun représentant dans le tournoi principal | Aucun représentant dans le tournoi principal | Aucun représentant dans le tournoi principal | Aucun représentant dans le tournoi principal | Aucun représentant dans le tournoi principal | Aucun représentant dans le tournoi principal | Aucun représentant dans le tournoi principal | Aucun représentant dans le tournoi principal | Aucun représentant dans le tournoi principal | 2  |
| Demi-finales    | 4  | - | – | – | –  | – | – | Aucun représentant dans le tournoi principal | Aucun représentant dans le tournoi principal | Aucun représentant dans le tournoi principal | Aucun représentant dans le tournoi principal | Aucun représentant dans le tournoi principal | Aucun représentant dans le tournoi principal | Aucun représentant dans le tournoi principal | Aucun représentant dans le tournoi principal | Aucun représentant dans le tournoi principal | Aucun représentant dans le tournoi principal | Aucun représentant dans le tournoi principal | Aucun représentant dans le tournoi principal | Aucun représentant dans le tournoi principal | Aucun représentant dans le tournoi principal | Aucun représentant dans le tournoi principal | Aucun représentant dans le tournoi principal | Aucun représentant dans le tournoi principal | 4  |
| Quart de finale | 5  | 1 | 1 | 1 | –  | – | - | Aucun représentant dans le tournoi principal | Aucun représentant dans le tournoi principal | Aucun représentant dans le tournoi principal | Aucun représentant dans le tournoi principal | Aucun représentant dans le tournoi principal | Aucun représentant dans le tournoi principal | Aucun représentant dans le tournoi principal | Aucun représentant dans le tournoi principal | Aucun représentant dans le tournoi principal | Aucun représentant dans le tournoi principal | Aucun représentant dans le tournoi principal | Aucun représentant dans le tournoi principal | Aucun représentant dans le tournoi principal | Aucun représentant dans le tournoi principal | Aucun représentant dans le tournoi principal | Aucun représentant dans le tournoi principal | Aucun représentant dans le tournoi principal | 8  |
| 2e tour         | 9  | 2 | 2 | 1 | 1  | 1 | - | Aucun représentant dans le tournoi principal | Aucun représentant dans le tournoi principal | Aucun représentant dans le tournoi principal | Aucun représentant dans le tournoi principal | Aucun représentant dans le tournoi principal | Aucun représentant dans le tournoi principal | Aucun représentant dans le tournoi principal | Aucun représentant dans le tournoi principal | Aucun représentant dans le tournoi principal | Aucun représentant dans le tournoi principal | Aucun représentant dans le tournoi principal | Aucun représentant dans le tournoi principal | Aucun représentant dans le tournoi principal | Aucun représentant dans le tournoi principal | Aucun représentant dans le tournoi principal | Aucun représentant dans le tournoi principal | Aucun représentant dans le tournoi principal | 16 |
| 1er tour        | 19 | 3 | 2 | 1 | 5  | 1 | 1 | Aucun représentant dans le tournoi principal | Aucun représentant dans le tournoi principal | Aucun représentant dans le tournoi principal | Aucun représentant dans le tournoi principal | Aucun représentant dans le tournoi principal | Aucun représentant dans le tournoi principal | Aucun représentant dans le tournoi principal | Aucun représentant dans le tournoi principal | Aucun représentant dans le tournoi principal | Aucun représentant dans le tournoi principal | Aucun représentant dans le tournoi principal | Aucun représentant dans le tournoi principal | Aucun représentant dans le tournoi principal | Aucun représentant dans le tournoi principal | Aucun représentant dans le tournoi principal | Aucun représentant dans le tournoi principal | Aucun représentant dans le tournoi principal | 32 |
| Qualifications  |    |   |   |   |    |   |   |                                              |                                              |                                              |                                              |                                              |                                              |                                              |                                              |                                              |                                              |                                              |                                              |                                              |                                              |                                              |                                              |                                              |    |
| 4e tour         | 13 | 2 | 3 | - | 10 | - | 1 | 1                                            | 1                                            | 1                                            | -                                            | –                                            | –                                            | –                                            | –                                            | –                                            | –                                            | –                                            | –                                            | –                                            | –                                            | –                                            | –                                            | –                                            | 32 |
| 3e tour         | 30 | 2 | 7 | - | 13 | 2 | 1 | 1                                            | 1                                            | 1                                            | 3                                            | 1                                            | 1                                            | 1                                            | –                                            | –                                            | –                                            | –                                            | –                                            | –                                            | –                                            | –                                            | –                                            | –                                            | 64 |
| 2e tour         | 28 | 3 | 8 | - | 14 | 1 | – | 1                                            | 1                                            | 1                                            | -                                            | 1                                            | 1                                            | –                                            | 2                                            | 1                                            | 1                                            | 1                                            | -                                            | –                                            | –                                            | –                                            | –                                            | –                                            | 64 |
| 1er tour        | 28 | 4 | 5 | - | 6  | 2 | – | 2                                            | 1                                            | -                                            | -                                            | 1                                            | -                                            | 1                                            | 2                                            | 4                                            | 1                                            | 1                                            | 1                                            | 1                                            | 1                                            | 1                                            | 1                                            | 1                                            | 64 |